# Vågen (biograf)

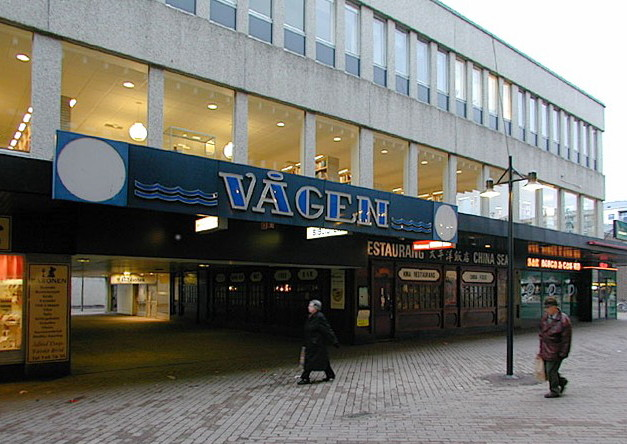
Vågens entré i januari 2000.

Vågen var en biograf på Bredholmsgången 6 i Skärholmens centrum i södra Stockholm. Vågen öppnade 1969 och stängde 2004.

## Historik
Vågen låg i fastigheten Måsholmen med gemensam passage till Skärholmens bibliotek. Biografens namn stod med versaler i blått på skärmtakets framkant. Salongen hade plant golv och 454 fåtöljer med blått tyg. Salongens väggar var klädda med mörkrött tegel och ridån var av rödoranget tyg med grafiska mönster, formgiven av textilkonstnären Mia Enzheimer. Biografen ritades, liksom hela centrumanläggningen, av Boijsen & Efvergren arkitektkontor och invigdes den 24 april 1969. Till en början drevs Vågen av SF Bio och visade det vanliga filmutbudet tillsammans med SF:s övriga premiärbiografer i Stockholms innerstad. 
I mitten av 1980-talet blev lönsamheten för Stockholms förortsbiografer dålig. Det drabbade SF-biograferna Fanfaren i Farsta centrum, Fontänen i Vällingby centrum samt Vågen i Skärholmen. Genom samarbete med Stockholms stad och det nybildade Eurostar kunde dessa biografer räddas. Fanfaren lades dock ner 1992 och Fontänen drivs sedan 2006 av SF Bio under namnet Filmstaden Vällingby. I september 1985 övertog Eurostar driften för Vågen från SF Bio. Därefter visades film några dagar i veckan. Vissa kvällar ordnade även Skärholmens Filmstudio filmvisningar.

## SF tar över igen

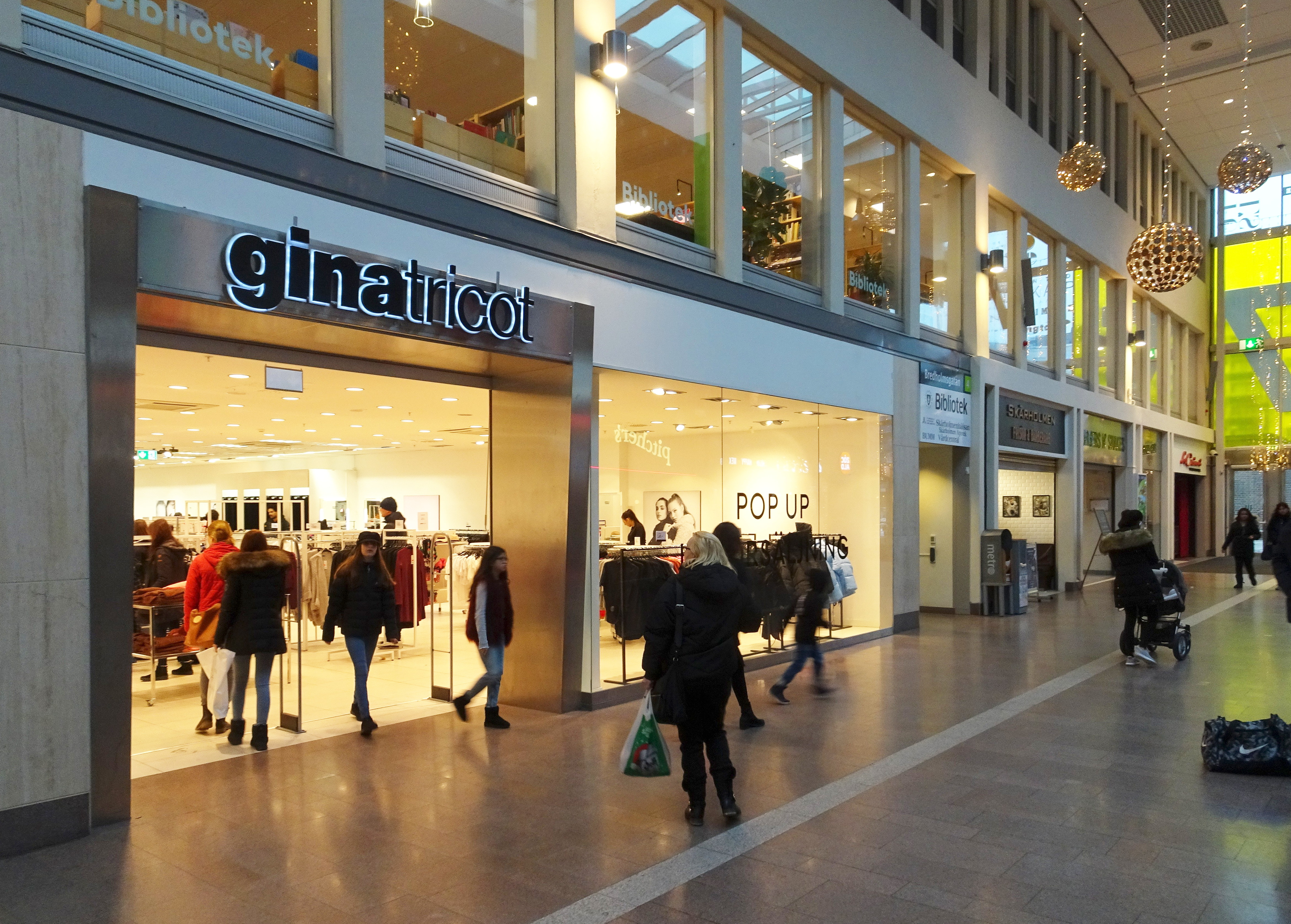
Vågens tidigare entré, december 2018.

När Heron City 2001 öppnade sina portar i Kungens kurva med bland annat Nordens största multibiograf med 18 salonger och totalt 4 166 platser fick SF Bio en allvarlig konkurrent. Som en motåtgärd vägrade SF Distributions (SF:s distributionsbolag) att distribuera svensk film till AMC Entertainment Inc. som drev Heron Citys multibiograf. Dessutom övertog SF Bio igen driften av närbelägna biografen Vågen i Skärholmen som blev i sin tur konkurrent till Heron Citys multibiograf eftersom man kunde visa de svenska filmer som AMC inte hade tillgång till. 
Efter bara två år gav AMC upp och sålde Heron Citys 18 biografsalonger till SF Bio som bytte namnet på anläggningen till Filmstaden Heron City. Dagens Nyheter av den 27 december 2003 rapporterade om händelsen och inledde sin artikel med orden ”SF Bio har tagit över biografen i Heron City vid Kungens kurva i Stockholm. Det är en berättelse om det lilla landet som skickade hem den multinationella biografkedjan med svansen mellan benen…”. Det blev även slutet för AMC:s satsning på Sverige. År 2004 lade SF Bio ner Vågen för gott och i januari 2005 tömdes lokalerna. År 2017 köpte AMC Theatres upp ägaren till SF Bio, Nordic Cinema Group, vilket innebär att multibiografen i Heron city åter igen ägs av AMC Theatres.
Numera är Bredholmsgången inglasad och passagen till Vågens tidigare entré komplett ombyggd, likaså biografens lokaler som nyttjas av flera butiker. Sedan hösten 2017 har Skärholmen åter igen en biograf, Skärisbiografen med sin verksamhet under Kulturhuset Stadsteatern i Skärholmen.